# Quiterio Olmedo
Quiterio Ermes Olmedo (21 grudnia 1907 – ?) – piłkarz paragwajski grający na pozycji prawego obrońcy.
Jako piłkarz klubu Club Nacional wziął udział w turnieju Copa América 1929, gdzie Paragwaj zdobył tytuł wicemistrza Ameryki Południowej. Olmedo zagrał we wszystkich 3 meczach – z Urugwajem, Argentyną i Peru.
Wciąż jako gracz Nacionalu był w kadrze narodowej na pierwsze mistrzostwa świata w 1930 roku, gdzie Paragwaj odpadł w fazie grupowej. Zagrał w obu meczach – ze Stanami Zjednoczonymi i z Belgią.
Olmedo wziął udział w turnieju Copa América 1937, gdzie Paragwaj zajął 4. miejsce. Olmedo zagrał w pierwszych trzech meczach – z Urugwajem, Argentyną i Brazylią.